# Джеки в царстве женщин
«Джеки в царстве женщин» (правильно «Жаки́ в девичьем царстве»; фр. Jacky au royaume des filles) — французский кинофильм 2014 года, сатирическая комедия Риада Саттуфа, снятая по его же сценарию, написанному на основе его же одноимённого комикса.

## Сюжет
В Народно-демократической республике Бубун у власти находятся женщины, а мужчины ходят в чадре и готовят кашу. Джеки — молодой красивый юноша, живущий с матерью и мечтающий о Полконессе, дочери и наследнице главы государства Генералессы. И вот Генералесса объявляет бал, на котором Полконесса выберет себе избранника. Но мать Джеки умирает, и Джеки забирают в семью к родственникам. Злые братья и их отец издеваются над ним и не пускают на бал… Но Джеки благодаря помощи дяди-оппозиционера и сокровищу отца добивается своего.

## В ролях
- Венсан Лакост — Джеки
- Шарлотта Генсбур — Полконесса
- Дидье Бурдон — Бруну
- Мишель Хазанавичус — Жулин
- Анемон — Генералесса
- Валерия Голино — Бради Вюн
- Ноэми Львовски — Тата
- Валери Боннетон — шериф
- Эммануэль Дево — камео